# Dariusz Makiłła
Dariusz Jacek Makiłła (ur. 2 kwietnia 1957 w Świeciu) – polski prawnik i historyk, profesor nauk społecznych w dyscyplinie nauki prawne, nauczyciel akademicki.

## Życiorys
W 1980 ukończył studia w zakresie filologii polskiej, a w 1984 w zakresie prawa na Uniwersytecie Mikołaja Kopernika w Toruniu. W latach 1981–1982 odbył służbę wojskową. W 1983 został zatrudniony na Wydziale Prawa i Administracji Uniwersytetu Mikołaja Kopernika w Toruniu, gdzie w 1991 na podstawie napisanej pod kierunkiem Ryszarda Łaszewskiego rozprawy pt. Rozwiązanie stosunku lennego w księstwie pruskim w 1657 r. a geneza królestwa w Prusach w 1701 otrzymał stopień naukowy doktora nauk prawnych w zakresie prawa, specjalność: historia państwa i prawa. W latach 2002–2013 był pracownikiem Wydziału Prawa i Administracji Uniwersytetu Kardynała Stefana Wyszyńskiego w Warszawie. W 2013 na podstawie dorobku naukowego oraz monografii pt. Artykuły henrykowskie (1573–1576). Geneza – obowiązywanie – stosowanie. Studium historyczno-prawne otrzymał na Wydziale Nauk Historycznych i Społecznych Uniwersytetu Kardynała Stefana Wyszyńskiego stopień naukowy doktora habilitowanego nauk humanistycznych w dyscyplinie historia specjalność historia ustroju i prawa. W tym samym roku został profesorem nadzwyczajnym Akademii Ekonomiczno-Humanistycznej w Warszawie. W 2024 otrzymał tytuł profesora nauk społecznych w dyscyplinie nauki prawne.
Od 2017 członek, a od 2018 współprzewodniczący zarządu Fundacji Współpracy Polsko-Niemieckiej.